# Cnephasia grandis
Cnephasia grandis es una especie de polilla perteneciente al género Cnephasia, categorizada en la tribu Cnephasiini, de la subfamilia Tortricinae.

## Distribución
Se distribuye por Irán.

## Taxonomía
Fue descrita por Osthelder en 1938 y publicada por primera vez en (Anisotaenia), Mitt. mnch. ent. Ges. 28: 23.